# Светильник-арка

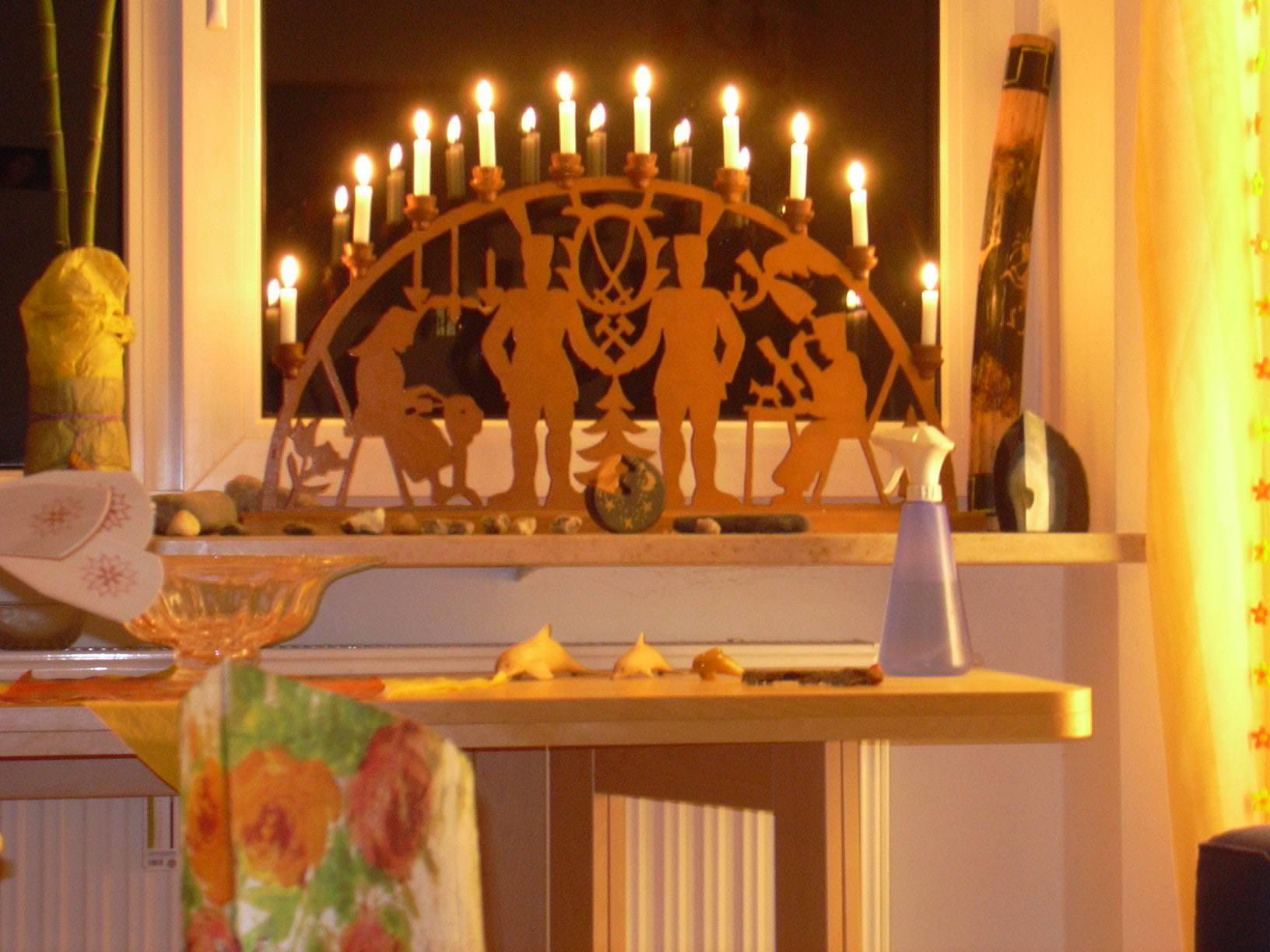
Обычно такие светильники ставятся у окна

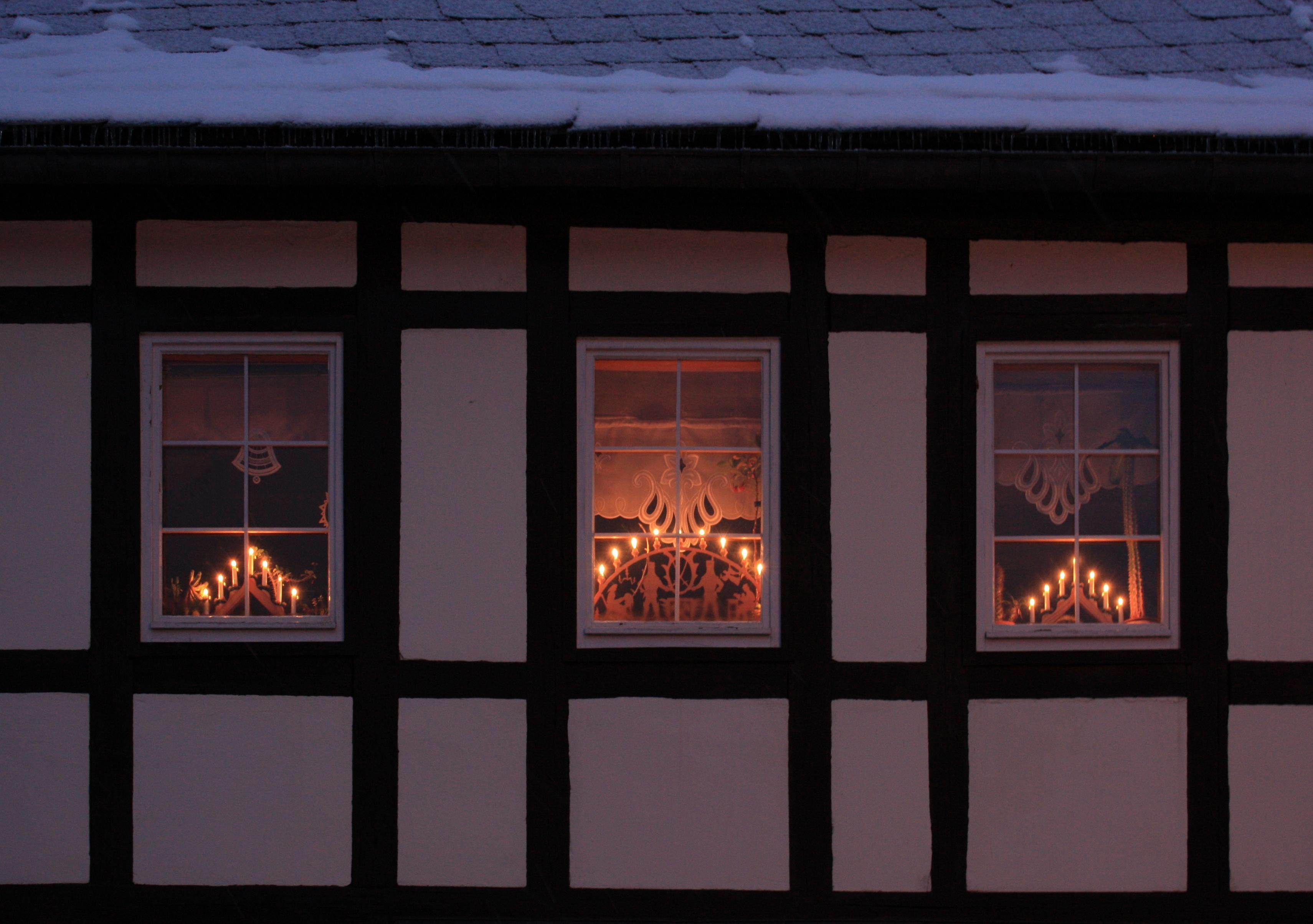
Рождественские светильники-арки в окне жилого дома, Рудные горы

Светильник-арка (свечная арка, подсвечник-арка, светильник-горка; нем. Schwibbogen) — традиционный рождественский светильник в виде свода арки, который обычно ставится на окно в дни адвента. Распространён в Северной Европе.
Происходит из саксонского района Рудные горы. Изначально предназначался для большого количества свечей, обычно одиннадцати, и представлял собой канделябр-украшение в домах горняков в период зимнего солнцестояния, когда дневного света им почти не удавалось увидеть.
Арочная форма светильника символизирует небесный свод.